# Oswald Flamm

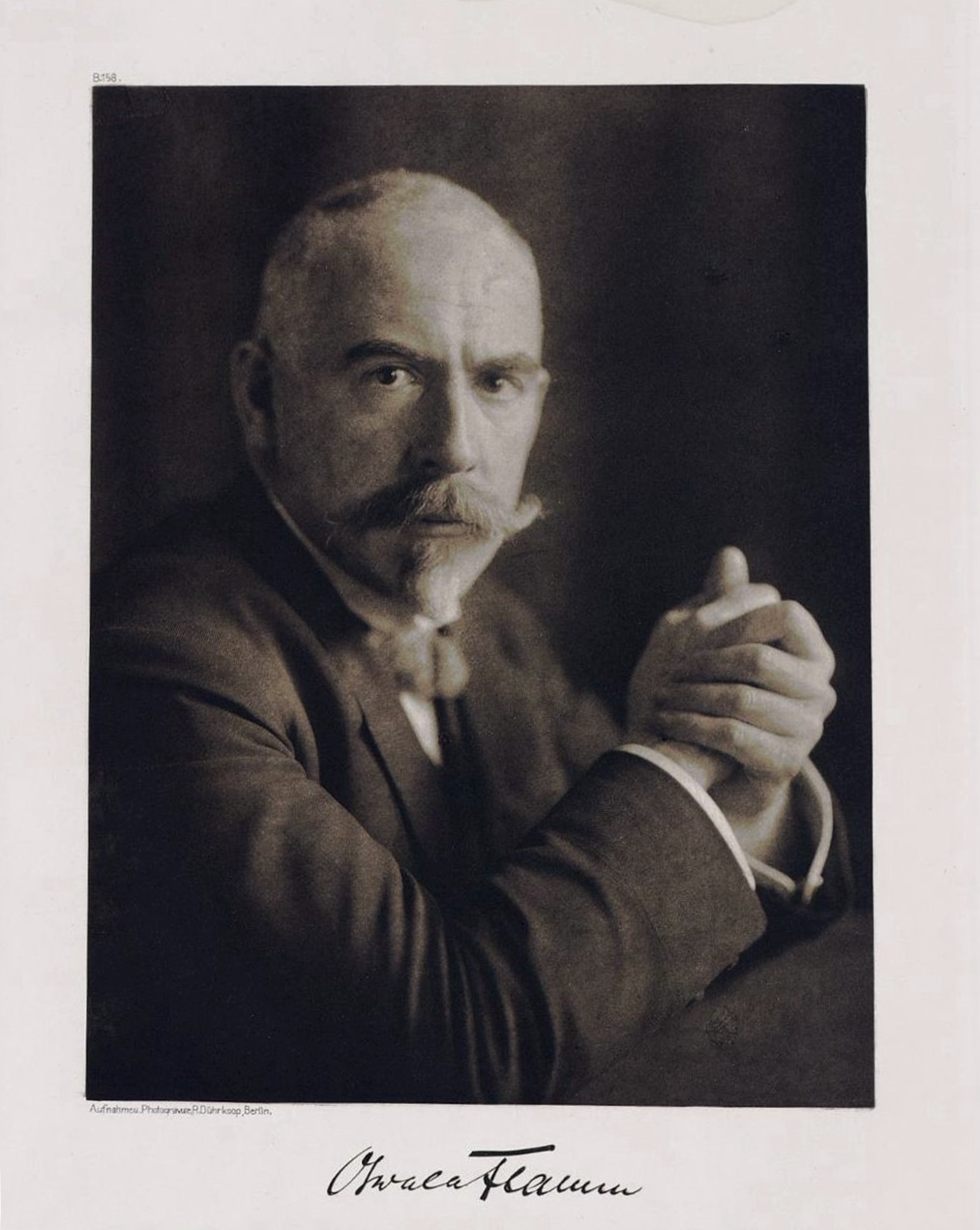
Oswald Flamm, 1907, Foto von Rudolf Dührkoop

Oswald Flamm (* 30. Juli 1861 in Düsseldorf; † 12. Juni 1935 in Berlin) war ein deutscher Schiffbau- und Schiffsmaschinenbauingenieur. 

## Leben und Wirken
Oswald Flamm, als Sohn des Landschaftsmalers Albert Flamm im Jahre 1861 in Düsseldorf geboren, studierte in Berlin an der Technischen Hochschule Charlottenburg Schiffbau und Schiffsmaschinenbau. 1888 erhielt er für beide Fachrichtungen das Diplom. 
Nach seinem Studium folgten Werfttätigkeiten bei Berninghaus in Duisburg, Joseph L. Meyer in Papenburg und bei Blohm & Voß in Hamburg, dabei arbeitet er in beiden Fachrichtungen.
Im Alter von 31 Jahren wurde er schon früh als Dozent an den Lehrstuhl für Schiffbau der Technischen Hochschule Charlottenburg berufen. Zwei Jahre später wurde er zum Professor ernannt. Die Ernennung zum Ordinarius des Lehrstuhls für „Theorie und Entwerfen von Schiffen“ folgte im Jahre 1897. Mehr als ein Menschenalter, insgesamt 43 Jahre, hat Flamm geforscht und Zeichnen, Entwerfen von Schiffen und Flussschiffbau gelehrt. Bis 1904, dann erfolgte die Gründung der Königlichen Technischen Hochschule Danzig, hat er alle deutschen Schiffbau-Diplom-Ingenieure unterrichtet und geprüft.
Hauptgegenstand seiner Forschungstätigkeit waren die Untersuchung der Wirkung von Schraubenpropellern, die Stabilität des Schiffes und die Konstruktion von U-Booten. Sehr frühzeitig hatte er die Bedeutung des Schiffbau-Versuchswesens erkannt und sich für den Bau einer Schiffbau-Versuchsanstalt in Berlin eingesetzt. Größtenteils auf sein Bestreben hin wurde im Jahre 1902 der Bau der Versuchsanstalt für Wasserbau und Schiffbau (VWS), heute eine Zentraleinrichtung der Technischen Universität Berlin auf der Schleuseninsel im Tiergarten durchgeführt. 
Geheimrat Flamm galt als prominente Persönlichkeiten des deutschen Schiffbaus. Das zeigte sich auch an seiner maßgeblichen Beteiligung an der Gründung der Schiffbautechnischen Gesellschaft und des Deutschen Flottenvereins. Daneben war er auch Mitglied des Vereins Deutscher Ingenieure (VDI) und des Berliner Bezirksvereins des VDI.
Sein Sohn Hilger Flamm war Maschinenbauingenieur und Professor an der Technischen Fachhochschule Berlin.

## Werke
Bald nach der Gründung der Fachzeitschrift Schiffbau, Schiffahrt und Hafenbau hat Flamm deren Schriftleitung übernommen. Außerdem hat er viele Vorträge gehalten und mehrere Bücher geschrieben bzw. herausgegeben:
- Schiffbau. Seine Geschichte und seine Entwicklung. Verlag für Sprach- und Handelswissenschaft, Berlin 1907.
- Deutscher Schiffbau 1908. Herausgegeben aus Anlass der ersten Deutschen Schiffbau-Ausstellung in Berlin. Marfels, Berlin 1908.
- Die Schiffsschraube und ihre Wirkung auf das Wasser. Photo-stereoskopische Aufnahmen unter gleichzeitigen Energie- und Geschwindigkeits-Registrierungen der im Wasser frei arbeitenden Schraube. R. Oldenbourg, München 1909.